# Bandiera dell'Afghanistan
La bandiera dell'Afghanistan (in pashtu د افغانستان بیرغ‎; in dari , پرچم افغانستان) ha subito numerosi cambiamenti dal momento della creazione del moderno Stato afghano. A partire dalla guerra anglo-afghana del 1919, nota anche come guerra d'indipendenza afghana, l'Afghanistan ha infatti utilizzato circa 19 bandiere nazionali, più di qualsiasi altro paese nello stesso lasso di tempo; nella maggior parte delle versioni la bandiera nazionale presentava i colori ricorrenti nero, rosso e verde.
Dopo la vittoria nella guerra del 2001-2021, il 15 agosto 2021 il movimento dei talebani afghani ha proclamato come bandiera nazionale un drappo costituito da un campo bianco con una Shahada nera al centro. La bandiera tricolore della Repubblica islamica dell'Afghanistan, ancora riconosciuta a livello internazionale e dai movimenti di resistenza contro i talebani all'interno dell'Afghanistan, è invece un tricolore a strisce verticali nere, rosse e verdi, con lo stemma nazionale in bianco al centro. L'emblema, che è circondato da covoni di grano, include uno Shahada; un Takbir; raggi di sole; una moschea con mihrab, minbar e due bandiere afgane; l'anno 1298 (١۲۹٨) nel calendario Solar Hijri (corrispondente al 1919); e un'iscrizione che indica l'Afghanistan (افغانستان‎). Una bandiera simile con tre strisce verticali degli stessi colori, che aveva un emblema circondato da covoni di grano, fu sventolata per la prima volta dal re Amanullah Khan nel luglio 1928.
Durante le manifestazioni del Giorno dell'Indipendenza afgana a Jalalabad e in altre città il 18 e 19 agosto 2021, i talebani hanno ucciso tre persone e ne hanno ferite più di una dozzina per aver rimosso le bandiere dei talebani ed aver esposto le bandiere afghane tricolori I talebani hanno emesso un decreto che impone l'uso della bandiera dell'Emirato islamico in tutte le sedi ufficiali.

## La bandiera dell'Emirato Islamico
L'attuale bandiera dell'Emirato Islamico dell'Afghanistan è una semplice bandiera bianca con le parole nere della shahada al centro. Il bianco simbolizza “la purezza della fede e del governo”.
La bandiera differisce dagli stendardi di altri gruppi jihadisti, compresi quelli di al-Qaeda e dello Stato islamico, per avere il bianco come colore principale e la shahada in nero, un'inversione del pattern della colorazione rispetto alla maggior parte dei gruppi jihadisti. La bandiera è stata probabilmente ispirata dallo storico califfato omayyade, che iniziò la conquista musulmana del subcontinente indiano, il Ghazwa-e-Hind: l'Islam si diffuse in Afghanistan con l'invasione omayyade, iniziata con la conquista della Transoxiana.

## La bandiera della Repubblica Islamica
La bandiera della Repubblica Islamica dell'Afghanistan, rappresentata da un governo in esilio, è simile a quella utilizzata dall'Afghanistan tra il 1930 e il 1973. La differenza consiste nell'aggiunta della shahada sopra lo stemma al centro. Questa bandiera è stata adottata nel 2013, presentando alcune piccole variazioni con la bandiera utilizzata dal 2004 al 2013.
La bandiera è composta da tre bande verticali di colore nero (lato dell'asta), rosso e verde. Questi colori sono stati presenti in quasi tutte le bandiere dell'Afghanistan eccetto quelle degli ultimi 20 anni. Lo stemma al centro è tipicamente afghano e rappresenta un miḥrāb di fronte alla Mecca con un pulpito a fianco.

### Storia
Nel 1929, dopo un suo viaggio in Europa, il re Amanullah introdusse un tricolore come bandiera nazionale afghana. Il nero simboleggiava il passato, il rosso il sangue versato per l'indipendenza e il verde la speranza nel futuro. Il design del tricolore orizzontale originale era basato su quello della bandiera tedesca nell'era della Repubblica di Weimar. Da allora la forma della bandiera afghana è cambiata molte volte. Il 21 aprile 1980 vennero stabilite anche le nuove interpretazioni attribuite a quegli stessi colori: il nero ricordava così le bandiere adottate dall'Afghanistan nel passato, il rosso stava ad indicare il sangue degli eroi ed il verde il simbolo dell'islamismo, della prosperità e della vittoria sull'imperialismo. Dopo la caduta del regime comunista, nel 1992, lo stemma di Stato e il colore rosso vennero soppressi. Nel gennaio 1993 il Paese adottò un nuovo vessillo a bandiere orizzontali verde, bianco e nero, dove il verde indicava lo sviluppo ed il progresso, il bianco la pace e la riconciliazione e il nero l'ignoranza e l'arretratezza del passato. Al centro della fascia bianca c'era il nuovo stemma di Stato che raffigurava una moschea islamica con due bandiere nazionali circondata da due fasci di grano, simbolo della prosperità agricola afghana. Due grosse spade facevano da cornice e illustravano il successo della lotta della Jihād per la libertà e l'integrità del territorio afghano. In alto c'era la scritta in arabo "Allah è unico, Maometto è il suo profeta". Nel 1996 il regime talebano adottò una bandiera completamente bianca, nella quale, nel 1997, venne aggiunta la shahada scritta in nero. Dopo la caduta del regime talebano, nel 2001 il Paese riadottò, come bandiera provvisoria, il tricolore verde, bianco e nero e nel 2002 adottò nuovamente il tricolore nero, rosso e verde.

## Cronologia delle bandiere
| Periodo    | Bandiera                   | Proporzioni | Governo                                        | Note |
| 1709-1738  |                            | 2:3         | Impero Hotak                                   | |
| 1747-1823  |                            | 2:3         | Impero Durrani                                 | La bandiera dell'Impero Durrani era a tre bande orizzontali di colore verde, bianco e verde. Dopo il rovesciamento degli scià Durrani, si continuò ad usare ad Herat sino al 1842. |
| 1842- 1880 | Nessuna bandiera ufficiale | –           | Emirato dell'Afghanistan                       | Prima del 1880, la dinastia Dinastia Barakzai non adottò nessuna bandiera. |
| 1880-1901  |                            | 2:3         | Emirato dell'Afghanistan                       | Bandiera sventolata durante il governo di Abdur Rahman Khan. |
| 1901-1919  |                            | 3:5         | Emirato dell'Afghanistan                       | Bandiera adottata da Habibullah Khan. Habibullah aggiunse alla bandiera del padre un simbolo precursore dell'attuale emblema dell'Afghanistan. |
| 1919-1926  |                            | 2:3         | Emirato dell'Afghanistan                       | Prima bandiera sventolata sotto il regno di Amānullāh Khān, che aggiunse al simbolo paterno dei raggi emanati da questo a forma di ottogramma; questo nuovo stile era usuale nell'Impero ottomano. L'Afghanistan divenne poi un regno nel 1926. |
| 1926-1928  |                            | 2:3         | Regno dell'Afghanistan                         | Seconda bandiera del regime di Amānullāh Khān. Rimosso l'ottogramma, allargò e modificò leggermente l'emblema. |
| 1928       |                            | 3:5         | Regno dell'Afghanistan                         | Terza bandiera del regime di Amānullāh Khān, introdotta nel giugno 1928 circa. |
| 1928-1929  |                            | 2:3         | Regno dell'Afghanistan                         | Quarta ed ultima bandiera sventolata per Amanullah Shah. Viene adottato per la prima volta il tricolore nazionale nero, rosso e verde, rappresentante rispettivamente il passato (la precedente bandiera), il sangue versato per l'indipendenza (terza guerra anglo-afghana) e la speranza per il futuro, fu probabilmente il prodotto delle influenze avute da Khan in una sua visita in Europa nel 1927. Il nuovo stemma mostra il sole nascente sopra due montagne innevate, e riporta un cerchio di grano e una stella gialla. Si pensa che lo stemma, simile a quello sovietico, fosse stato pensato per cercare di instaurare un'alleanza con il potente vicino. |
| 1929       |                            | 2:3         | Emirato dell'Afghanistan                       | Bandiera adottata da Habibullah Kalakānī o Habibullah Khan, conosciuto anche come Bacha-i-Saqao. Il tricolore rosso, bianco e nero era la stessa bandiera dell'Afghanistan quando era assoggettato ai Mongoli nel XIII secolo. |
| 1929       |                            | 2:3         | Regno dell'Afghanistan                         | Bandiera di transizione adottata dal governo rivale di breve durata a Jalalabad guidato da Ali Ahmad Khan in contrapposizione a Habibullah Kalakānī |
| 1929-1931  |                            | 2:3         | Regno dell'Afghanistan                         | Prima bandiera del regime di Mohammed Nadir Shah. Fu ripristinato il tricolore precedente; l'ottogramma della prima bandiera di Amanullah Shah rimpiazzò il sole e le montagne innevate. |
| 1931-1973  |                            | 2:3         | Regno dell'Afghanistan                         | Seconda bandiera del regno di Mohammed Nadir Shah, ed usata successivamente anche dal figlio, Mohammed Zahir Shah. Il solito tricolore tradizionale fu mantenuto, l'ottogramma rimosso, e l'emblema ingrandito. Tra la moschea e il simbolo venne inserita la scritta ١٣٤٨ (1348 del calendario islamico, o 1929 del calendario gregoriano), l'anno in cui iniziò la dinastia di Mohammed Nadir Shah. |
| 1973- 1974 |                            | 2:3         | Repubblica dell'Afghanistan                    | La Repubblica dell'Afghanistan adottò nel 1972 la stessa bandiera del Regno dell'Afghanistan, rimuovendo soltanto la scritta ١٣٤٨. |
| 1974-1978  |                            | 2:3         | Repubblica dell'Afghanistan                    | Seconda bandiera sventolata per la repubblica afghana. Vennero usati gli stessi colori, ma il significato reinterpretato: nero per il passato oscuro, rosso per il sangue versato per l'indipendenza, e verde per la prosperità agricola. Nel cantone apparve un nuovo emblema, con un'aquila ad ali spiegate, un pulpito sul ventre dell'animale (per una moschea), grano intorno all'uccello, e sopra di esso i raggi del sole (per la nuova repubblica). Quando, nel '78, il leader della repubblica fu ucciso, fu instaurato un governo comunista. Per quell'anno fu adottata, in maniera provvisoria, la stessa bandiera ma senza emblema.                        |
| 1978       |                            | 2:3         | Repubblica dell'Afghanistan                    | Terza bandiera sveltolata per la repubblica afghana. Del tutto simile a quella usata nel periodo 1974-1978, ma priva dell'emblema con l'aquila nel cantone. Una bandiera simile fu usata dal partito Junbish-i-Milli che controllò l'Afghanistan settentrionale autonomo dal 1992 al 1998. |
| 1978-1980  |                            | 1:2         | Repubblica Democratica dell'Afghanistan        | Questa bandiera era totalmente rossa con un emblema giallo nel cantone, disegno tipico degli stati socialisti. Rimase la ghirlanda di grano, ma fu aggiunta una stella in cima (che rappresentava le cinque etnie della nazione) e la scritta 'Khalq' in arabo (che significa "popolo") al centro. Questa bandiera era anche usata come emblema del Partito Popolare Democratico della fazione Khalq. |
| 1980-1987  |                            | 1:2         | Repubblica Democratica dell'Afghanistan        | Dopo la caduta della fazione Khalq a favore di quella Parcham (guidata da Babrak Karmal), la bandiera fu cambiata. Il nuovo governo ripristinò il tricolore nero, rosso e verde, a rappresentare il passato, il sangue versato per l'indipendenza, e la fede islamica. Fu disegnato un nuovo emblema, con un sole nascente (in riferimento al vecchio nome, Khorasan, che significa "Terra del Sole Nascente"), un pulpito e il Corano per l'Islam, fiocchi coi colori nazionali, una ruota dentata per l'industria, e una stella rossa per il comunismo. |
| 1987-1992  |                            | 1:2         | Repubblica dell'Afghanistan                    | Simile alla precedente versione, eccetto per l'emblema nazionale: la ruota dentata viene spostata dalla cima al fondo, la stella rossa e il libro vengono rimossi, il campo verde piegato a rappresentare l'orizzonte. |
| 1992       |                            | 1:2         | Repubblica dell'Afghanistan                    | Le forze sovietiche si ritirarono nel 1989. Venne proposta questa bandiera che riportava il tricolore tradizionale eliminando il rosso perché ricordava il passato periodo comunista e inserendo la shahada. |
| 1992-1996  |                            | 1:2         | Stato islamico dell'Afghanistan                | Le strisce verdi e nere vengono prese dalla bandiere precedente, mentre la shahada viene rimossa ma viene inserito l'emblema tradizionale. |
| 1996-1997  |                            | 2:3         | Emirato islamico dell'Afghanistan              | I Talebani adottarono una bandiera completamente bianca. |
| 1997-2001  |                            | 2:3         | Emirato islamico dell'Afghanistan              | Apparve sulla bandiera bianca la shahada. Vedi Bandiera dei talebani |
| 2001-2002  |                            | 1:2         | Stato Islamico dell'Afghanistan                | La bandiera dell'Alleanza del Nord, diventata, in seguito alla sconfitta dei talebani, la bandiera provvisoria del Paese. |
| 2002-2004  |                            | 1:2         | Stato Islamico di Transizione dell'Afghanistan | Questa bandiera è composta da tre strisce verticali dei colori nero, rosso e verde, colori presenti sulla maggior parte delle bandiere afghane degli ultimi anni. L'emblema centrale è quello classico dell'Afghanistan con una moschea con le sue maḥārīb rivolte verso la Mecca. Questa bandiera è simile a quella usata in Afghanistan durante la monarchia, tra il 1930 e il 1973 ma ha proporzioni diverse. |
| 2004-2013  |                            | 2:3         | Repubblica Islamica dell'Afghanistan           | Bandiera con l'emblema giallo. |
| 2013 -     |                            | 2:3         | Repubblica Islamica dell'Afghanistan           | La bandiera è ancora riconosciuta dalla comunità internazionale, che non ha riconosciuto il nuovo governo dei talebani. |
| 2021-      |                            | 1:2         | Emirato Islamico dell'Afghanistan              | Nel 2021, i talebani hanno reintrodotto lo Shahada su una bandiera bianca in un rapporto 1:2 e un carattere tipografico diverso utilizzato. |

## Altre bandiere

Stendardo reale dal 1931 al 1973.
Stendardo presidenziale dal 2004 al 2013.
Stendardo presidenziale dal 2013 al 2021.